# Maria Hemelvaartskerk (Sas van Gent)
De 'Maria Hemelvaartskerk (of Cuyperskerk) is een neogotische kerk te Sas van Gent die in 1892 in gebruik werd genomen en ontworpen is door Joseph Cuypers. De kerk is gelegen aan de Markt en is een kruisbasiliek met toren en vieringtorentje. Het is de eerste kerk in Nederland waarbij een gewelf van "cement-ijzer", ofwel gewapend beton, werd toegepast. Dit leidde tot minachtende kritiek als "nep" en "kitsch", doch tegenwoordig kan de kerk niet alleen als architectonisch en religieus erfgoed, doch ook als een belangrijk industrieel erfgoed worden opgevat. De kerk is daarom geklasseerd als Rijksmonument.

## Geschiedenis

### Bouw
De katholieken te Sas van Gent beschikten over een schuurkerk uit 1739, die in het begin van de 19e eeuw was opgewaardeerd tot een volwaardig kerkgebouw. Het toenemende aantal katholieken (1.150 in 1889) noopte de parochie tot het zoeken naar een oplossing. Er werd een bizondere kas over de Nieuwe Kerk gevormd, waarin een aantal legaten waren gestort die solied rentegevend waren. Hierin bevond zich fl 57.000,-. Bij de eerste aanbesteding kwam de laagste inschrijver op fl. 59.999,98 en dat overschreed de begroting. Dit leidde niet alleen tot paniek en extra onderhandelingen, maar ook tot bezuinigingen, onder meer op bouwmaterialen. Op 17 maart 1891 begonnen de werkzaamheden.
De geschiedenis van de bouw werd genoteerd door opzichter Hermanus Hendricus Spiring in een Dagboek van de Vordering en den Staat der Werken. Hij stierf tijdens de bouw, op 2 februari 1892.
Op 12 oktober 1891 begon men met het gemonteerd-ijzermodel-graad, voor het spitsbogig tongewelf van cement, ofwel de bewapening voor het tongewelf van het schip, hetwelk in gewapend beton zou worden uitgevoerd. Het betrof de invoering van een geheel moderne constructiemethode bij gebouwen opgezet volgens de principes van de Middeleeuwen. Aldus werd het tongewelf in het schip en het transept gebouwd. Hoewel de techniek nooit eerder was toegepast is er van ernstige problemen geen sprake geweest. Uiteraard was er kennis aanwezig bij de betonfabrikant, de in Sas van Gent gevestigde firma Pichet-Stevens.
In november 1891 was de torenspits al gereed. Op 11 november woedde er een orkaan, gepaard gaande met schrikwekkende windstoten, maar toren en dakruiter hadden deze beproeving pront doorstaan. Het hoogste punt werd bereikt op 15 december 1891, toen de haan op het torenkruis werd geplaatst. Op 28 mei 1892 werd de kerk ingewijd door Petrus Leyten, bisschop van Breda. Vervolgens werd de oude schuurkerk afgebroken. Op het terrein kwam een zusterklooster annex meisjesschool. Dit klooster kwam in 1923 in handen van de Franciscanessen van Charitas te Roosendaal.

### Inventaris
De kerk werd in 1897 uitgebreid met een bij-sacristie, in 1900 kwam er een uurwerk en in 1898 werden twee kerkklokken ingezegend, gegoten door Klokkengieterij Petit & Fritsen. Deze werden in de Tweede Wereldoorlog gestolen door de bezetter. Twee nieuwe klokken, gewijd aan Maria en Franciscus, kwamen er in 1949. Reeds bij de inwijding waren er drie glas-in-loodvensters geplaatst die de vier Evangelisten, Maria en Jozef voorstelden. Dankzij schenkingen kwamen er meer vensters.
De kerk bezat oorspronkelijk een Van Peteghemorgel, dat in 1797 voor 22 ponden vlaams was gekocht uit de boedel van het klooster Groene Briel te Gent en dienstdeed in de schuurkerk. Dit werd naar de nieuwe kerk overgbracht maar kwam in slechte staat te verkeren en werd uiteindelijk dermate onbespeelbaar dat in 1925 een harmonium werd aangeschaft. Het historische orgel werd als "waardeloos" beschouwd en ingenomen door de firma Pels, die een nieuw orgel leverde dat in 1928 werd ingewijd. Na 1965 werd ook dit orgel niet meer gebruikt, aangezien er in de nieuwe liturgie geen plaats meer voor werd geacht. Echter werd het orgel in 1983 weer speelklaar gemaakt en werd een concert gegeven. In 1986 werd het orgel gerestaureerd door de firma Nijsse uit Oud-Sabbinge. Het heeft tegenwoordig 21 registers en 1224 pijpen. De betonnen gewelven zorgen verrassenderwijs voor een zeer goede akoestiek.
In de kerk was een hoofdaltaar aanwezig, alsmede twee zij-altaren. De zijaltaren waren ter ere van het Heilig Hart, respectievelijk Onze Lieve Vrouw. Het hoofdaltaar had een houten retabel met openslaande luiken. Indien gesloten toonden deze vier heiligenbeeldjes en, indien geopend, vier taferelen uit het leven van Jezus. Op zon- en feestfdagen waren de luiken geopend. Toen, in 1965, het hoofdaltaar werd vervangen door een centraal geplaatste liturgietafel, werden de beelden in de Sacramentskapel geplaatst. Diverse beelden werden toen uit de kerk verwijderd, maar ze zijn later gerestaureerd en weer teruggeplaatst.
Het doopvont uit omstreeks 1850 komt uit de voormalige schuurkerk. Een gepolychromeerd Mariabeeld, uit 1892, werd in 1981 gerestaureerd. De Kruiswegstaties, bestaande uit gipsreliëf, werden in 1965 eveneens verwijderd, maar zijn in 2005 vervangen door andere staties, afkomstig van de voormalige parochiekerk van Groede en vervaardigd in het begin van de 20e eeuw.
De kerk kent ook enkele schilderijen. "Christus aan het kruis", uit 1842, is geschilderd door Constant de Surgeloos uit Gent. Het werd gerestaureerd in 1977. "De bewening van Christus" is vermoedelijk 19e-eeuws, maar misschien ouder.
Op 1 januari 2013 werd de kerk definitief gesloten. Na de verkoop is een herbestemming en restauratie van start gegaan. 
De transformatie is in 2019 afgerond waarbij in de kerk een combinatie van een foodmarkt, restaurant, partycentrum en verhuur van werkplekken voor start-ups is gerealiseerd.

## Externe bron
- E.J. Erpelink, 2005. De bouw van de nieuwe kerk aan de Markt te Sas van Gent, in: Kroniek van de Stichting Heemkundige Kring Sas van Gent, nr. 39, ISSN 0929-9041. pp. 15-43